# SMS Lissa
O SMS Lissa foi um navio ironclad operado pela Marinha Austro-Húngara. Sua construção começou no final de junho de 1867 nos estaleiros da Stabilimento Tecnico Triestino em Trieste e foi lançado ao mar no final de fevereiro de 1869, sendo comissionado na frota austro-húngara em maio de 1871. Era equipado com um armamento principal composto por doze canhões de 229 milímetros montados em uma bateria central blindada, tinha um deslocamento de pouco mais de sete mil toneladas e alcançava uma velocidade máxima de mais de doze nós (22 quilômetros por hora).
A construção do Lissa foi atrasada por recorrentes problemas orçamentários, com a falta de dinheiro também afetando seu serviço durante toda a sua carreira, impedindo que exercesse uma função ativa. Consequentemente, o navio passou a maior parte de seu tempo atracado e inativo em Pola, exceto por alguns anos nas décadas de 1870 e 1880, quando participou de exercícios de treinamento e realizou viagens internacionais. Passou por uma reforma entre 1880 e 1881 a fim de reparar seu casco deteriorado. Foi tirado de serviço em novembro de 1892 e então desmontado.

## Desenvolvimento
O vice-almirante Wilhelm von Tegetthoff, o comandante da Marinha Austro-Húngara, tinha enfatizado táticas de abalroamento durante a Batalha de Lissa de 1866 a fim de compensar sua inferioridade numérica diante da Marinha Real Italiana. Estas táticas dificultavam o uso dos armamentos no tradicional arranjo lateral de ironclads anteriores, mas o então recém-desenvolvido navio de bateria central resolvia essa questão. Projetos deste tipo concentravam o armamento principal em uma casamata localizada na parte central da embarcação, permitiam uma blindagem mais espessa ao mesmo tempo que menor em escala e melhores arcos de disparo para atirar à vante ou à ré. O projeto do Lissa foi preparado por Josef von Romako, o Diretor de Construção Naval, que se inspirou no britânico HMS Hercules. Entretanto, diferentemente do navio britânico, a casamata do navio austro-húngaro ficava dividida em dois conveses.

## Projeto

### Características

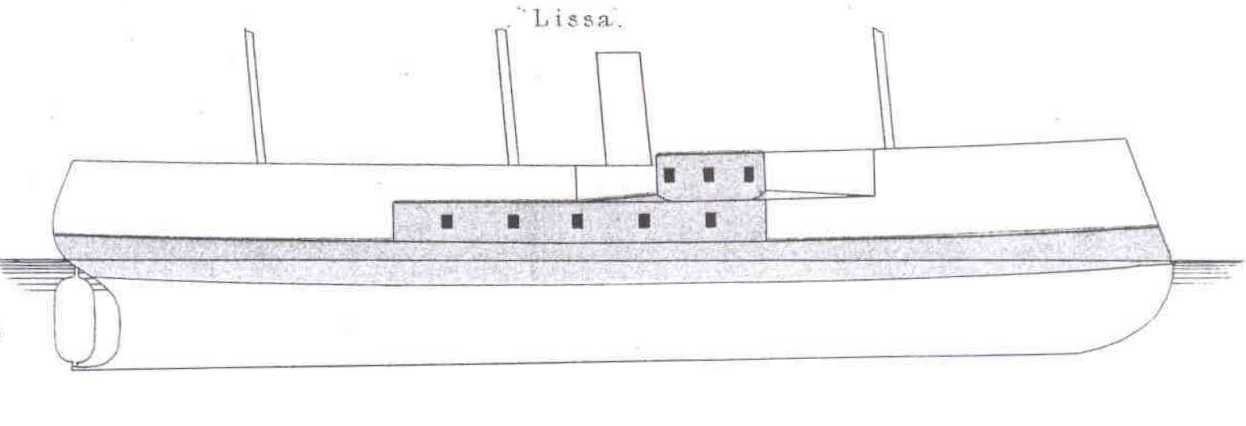
Desenho do Lissa

O Lissa tinha 86,76 metros de comprimento da linha de flutuação e 89,38 metros de comprimento de fora a fora. Tinha uma boca de 17,32 metros e um calado médio de 8,5 metros. Seu calado era muito mais profundo do que outros ironclads austro-húngaros contemporâneos. Seu deslocamento era de 7,2 mil toneladas. Seu casco e a maior parte de suas estruturas superiores, incluindo a casamata da bateria central, eram feitos de madeira com placas de ferro fixadas por cima, porém as laterais nas extremidades de vante e ré da casamata era totalmente de ferro. Foi equipado com um rostro na proa. Sua tripulação era formada por 620 oficiais e marinheiros.
O sistema de propulsão tinha um motor a vapor horizontal de expansão única com dois cilindros que girava um hélice de 6,62 metros de diâmetro. O vapor vinha de sete caldeiras a carvão com trinta fogões, com sua exaustão sendo despejada por uma chaminé à meia-nau. Este sistema tinha uma potência indicada de 3 670 cavalos-vapor (2,7 mil quilowatts) para uma velocidade máxima de 12,83 nós (23,76 quilômetros por hora), mas durante seus testes marítimos em 9 de maio de 1871 alcançou 13,29 nós (24,51 quilômetros por hora) a partir de 3 714 cavalos-vapor (2 731 quilowatts). Em velocidade máxima tinha uma autonomia de 1 420 milhas náuticas (2 630 quilômetros). O Lissa foi originalmente equipado com mastros a vela de 3 112 metros quadrados a fim de suplementar o motor, porém a área das velas foi reduzida em 1886 para 1 404 metros quadrados.

### Armamento e blindagem
O armamento principal tinha por doze canhões retrocarga de 229 milímetros fabricados pelas prussiana Krupp. Dez ficavam em uma bateria central blindada que disparavam apenas para as laterais, com as aberturas ficando 1,96 metros acima da linha de flutuação. As duas armas restantes ficavam em um pequeno reduto diretamente acima da casamata principal e para fora do casco, permitindo arcos limitados para vante e ré. Esses canhões podiam penetrar até 264 milímetros de blindagem. O armamento secundário incluía quatro canhões antecarga de oito libras e dois canhões de três libras. O cinturão principal de blindagem era feito de placas de ferro forjado com 152 milímetros de espessura, atrás ficando uma camada de 770 milímetros de madeira. O cinturão se estendia por 1,74 metros abaixo da linha de flutuação. A casamata da bateira central tinha placas de 127 milímetros, com 724 milímetros de madeira atrás. As anteparas transversais nas extremidades da casamata tinham 114 milímetros.

## História
O batimento de quilha do Lissa ocorreu em 27 de junho de 1867 nos estaleiros da Stabilimento Tecnico Triestino em Trieste. Foi lançado ao mar em 25 de fevereiro de 1869, com os trabalhos de equipagem começando em seguida. O imperador Francisco José I visitou o estaleiro onde o navio estava sendo construído um mês depois. A finalização da embarcação foi atrasada pelos pequenos orçamentos concedidos para a Marinha Austro-Húngara e o custo significativo de importar as placas de blindagem do Reino Unido, com o Lissa só sendo completado em maio de 1871. Esse atraso se deu pelas objeções a gastos navais oriundos da parte húngara do império, com os restritos orçamentos navais também impedindo que uma frota ativa fosse mantida em tempos de paz. A morte de Tegetthoff em 1871 exacerbou os problemas orçamentários, pois seu substituto, o vice-almirante barão Friedrich von Pöck, carecia de prestígio para convencer o governo por um aumento no orçamento. Consequentemente, os ironclads ficaram fora de serviço na reserva em Pola, incluindo o Lissa, com as únicas embarcações que tiveram algum serviço ativo no período sendo as mais antigas em viagens internacionais.
Mesmo assim, o Lissa foi designado em novembro de 1871 para a esquadra ativa, substituindo o ironclad SMS Habsburg como a capitânia do contra-almirante Alois von Pokorny. A unidade também incluía as corvetas a vapor SMS Zrinyi e SMS Dandolo mais a canhoneira SMS Hum, com os navios passando o restante do ano realizando treinamentos táticos no Mar Adriático. A fragatas a vapor SMS Novara juntou-se à esquadra no ano seguinte. Todos os navios deixaram Pola em direção das ilhas do litoral da Dalmácia em 15 de janeiro para mais treinamentos táticos. A esquadra menos o Zrinyi foi para o Levante no final de fevereiro. O Lissa chegou em Esmirna no Império Otomano em 1º de março, posteriormente recebendo a companhia do Novara. O Zrinyi retornou para a esquadra em 26 de março, com o Lissa, Zrinyi e Hum fazendo patrulhas pelas ilhas gregas e otomanas no Mediterrâneo Oriental. A esquadra deixou a área em meados de julho para mais treinos táticos próximo da ilha de Corfu, na Grécia, começando no dia 16. Os navios então foram para Messina na Sicília entre 21 e 29 de julho, depois visitaram Palermo em 3 de agosto. A esquadra permaneceu na cidade até o dia 12 para que reparos fossem feitos no motor do Lissa. As embarcações partiram no mesmo dia em direção de La Goulette, na Tunísia. No local as tripulações celebraram o aniversário de Francisco José.
O Lissa e o resto da esquadra deixaram a Tunísia em 23 de agosto e voltaram para Corfu, onde chegaram no dia 28. O Lissa e o Novara navegaram em seguida para Esmirna, onde prestaram auxílio para a emborcado bergantim italiano Providenza. Durante este período ele sofreu um acidente sério na noite de 3 para 4 de setembro de 1872, quando um grande incêndio começou a bordo próximo do depósito de propelentes enquanto a embarcação estava ancorada em Corfu. Sua tripulação conseguiu controlar o incêndio e apagar as chamas antes que elas pudessem alcançar as cargas propelentes altamente explosivas. O ironclad não foi seriamente danificado no incidente, com a esquadra se reunindo no dia 10 para um cruzeiro pelo Mediterrâneo Oriental. Pararam em Lárnaca, no Chipre, em 19 de setembro, seguindo para Agriá, na Grécia, no dia 27, retornando para Esmirna dois dias depois. A esquadra recebeu ordens em outubro para voltarem para casa, chegando em Fasana no início de dezembro e colocados na reserva.
O navio atuou novamente como a capitânia da esquadra ativa da frota austro-húngara em 1873, servindo junto com as fragatas Zrinyi e SMS Fasana e canhoneira SMS Velebich. Foi sozinho para Esmirna no início de setembro. Foi para Porto Said em 24 de setembro, reabastecendo e realizando exercícios de artilharia. Voltou então para Esmirna, onde permaneceu até 3 de novembro. O Lissa em seguida navegou pelo litoral da Síria e depois foi para Creta reabastecer. Encontrou-se no local com uma esquadra otomana composta por um ironclad, duas corvetas a vapor e um barco com rodas de pás. Seguiu para Pireu, na Grécia, onde foi visitado em 18 de novembro pelo rei Jorge I e pela rainha Olga. Voltou para a Síria e depois para Esmirna no dia 21. O Lissa partiu para Malta dois dias depois, onde comemorou os 25 anos de reinado de Francisco José na companhia do ironclad russo Kniaz Pozharski. Navegou então para Corfu e depois de volta para casa em Pola, onde chegou em 11 de dezembro. Realizou treinamentos de artilharia e seguiu para Trieste. Fez mais treinamentos em 15 de novembro e retornou para Pola cinco dias depois, sendo removido da esquadra ativa e desarmado.
O Lissa recebeu novas caldeiras em 1875. Seu casco estava bem apodrecido em 1880, assim foi levado para uma doca seca no Arsenal Naval de Pola, onde boa parte de suas placas de blindagem foram removidas com o objetivo de substituir as madeiras deterioradas por novas. Os trabalhos foram finalizados no ano seguinte, permitindo que o navio retornasse ao serviço. Seu armamento secundário também foi revisado durante este mesmo período, com os canhões menores antigos sendo substituídos por quatro canhões calibre 24 de 89 milímetros, dois canhões calibre 15 de 70 milímetros, três canhões giratórios Hotchkiss de 47 milímetros e duas metralhadoras de 25 milímetros.
A embarcação retornou para a esquadra ativa ao final das reformas. Participou dos exercícios de frota em junho de 1885, atuando como a capitânia da esquadra de ironclads. As manobras envolveram uma simulação de ataque de barcos torpedeiros contra a esquadra de ironclads próximo da ilha de Lissa. Permaneceu no serviço ativo até 1888, quando foi designado para a II Reserva. Recebeu mais modificações durante esse período, com tubos de torpedo sendo adicionados em 1885 e recebendo novas versões de seus canhões principais com cadência de tiro mais rápida. Foi visitado por Rodolfo, Príncipe Herdeiro da Áustria, em 27 de março de 1885. O Lissa permaneceu no inventário da Marinha Austro-Húngara pelos anos seguintes, porém pouco fez até ser removido do registro naval em 13 de novembro de 1892. Foi desmontado entre 1893 e 1895.